# 薛嘉族
薛嘉族（？—？），河东郡汾阴县（今山西省运城市万荣县）人，北魏、东魏官员，薛修义的堂弟。

## 生平
薛嘉族性格豪爽，以员外散骑侍郎为起家官，略微升任正平郡太守。孝昌三年（527年）十月，薛嘉族和堂兄薛修义、堂叔薛善乐等人各自率领州郡乡兵作出进攻薛凤贤的态势，薛修义写信给薛凤贤以示祸福，薛凤贤于是投降。普泰元年（531年）六月，高欢在信都郡起兵，薛嘉族听说后前往投奔支持高欢，跟随高欢在韩陵平定尔朱氏，出任华州刺史。等到贺拔岳抗拒高欢的命令，命令薛嘉族在黄河边部署骑兵，以抵御高欢的军队。薛嘉族于是放弃自己的坐骑，游过黄河归附高欢，因此出任扬州刺史，在扬州刺史任内去世。

## 家庭

### 儿子
- 薛震，北齐谯州刺史、肤施县男